# Rhynchopsilopa nitidissima
Rhynchopsilopa nitidissima är en tvåvingeart som beskrevs av Friedrich Georg Hendel 1931. Rhynchopsilopa nitidissima ingår i släktet Rhynchopsilopa och familjen vattenflugor. Inga underarter finns listade i Catalogue of Life.